# Com va això, gateta?
Com va això, gateta? (títol original en anglès What's New Pussycat?) és una pel·lícula estatunidenca dirigida per Clive Donner i estrenada l'any 1965. Ha estat doblada al català.

## Repartiment
- Peter Sellers: Dr. Fritz Fassbender
- Peter O'Toole: Michael James
- Romy Schneider: Carole Werner
- Capucine: Renée Lefebvre
- Paula Prentiss: Liz Bien
- Woody Allen: Victor Shakapopulis
- Ursula Andress: Rita, la paracaigudista
- Michel Subor: Philippe
- Edra Gale: Anna Fassbender, dona del Dr. Fassbender
- Katrin Schaake: Jacqueline
- Eléonore Hirt: Mrs. Sylvia Werner, mare de Carole
- Jean Parédès: Marcel, home de Renée
- Jacques Balutin: Etienne
- Jess Hahn: Mr. Werner, pare de Carole
- Howard Vernon: Doctor
- Françoise Hardy: Assistent de l'alcalde